# И Геде Симан Сударвата
И Геде Симан Судартава (индон. I Gede Siman Sudartawa; род. 8 сентября 1994, Клунгкунг, Бали) — индонезийский пловец, участник Олимпийских игр 2012 года.
На Церемонии открытия летних Олимпийских игр 2012 был знаменосцем команды Индонезии.

## Карьера
На Олимпиаде в 2012 году принял участие в соревнованиях на спине среди мужчин на 100 метров. Проиграл на предварительном этапе, заняв 39-е место.